# Pimephales promelas
Cá tuế đỏ hồng hay cá tuế đầu bẹt (Danh pháp khoa học: Pimephales promelas) là một loài cá nước ngọt ôn đới thuộc chi Pimephales của họ Cyprinid. Chúng được ưa chuộng sử dụng để nuôi làm cá cảnh.

## Phân bố
Phạm vi địa lý tự nhiên của chúng kéo dài suốt nhiều của Bắc Mỹ, từ trung tâm Canada phía nam dọc theo dãy núi Rockies để Texas, và phía đông tới Virginia và đông bắc Hoa Kỳ, ngoài ra chúng cũng được du nhập ở nhiều nơi khác. Cá phổ biến nhất có thể được tìm thấy trong các hồ nhỏ, ao và đất ngập nước, cũng có thể được tìm thấy trong các hồ lớn, suối và các sinh cảnh khác. Những con cá này thích nhiệt độ 10-21 °C (50-70 °F) và một độ pH 7,0-7,5.
Chúng có ngoại hình với một sọc sẫm dài dọc theo lưng và bên, và một cái bụng nhỏ. Có một đốm sẫm giữa chừng trên vây lưng. Con đực có một thịt lớn màu xám trên gáy, cũng như khoảng 16 nốt sần trắng. Cá có khả năng nhận dạng động vật ăn thịt sống trong khu vực có tầm nhìn thấp và nhanh hơn khi phát hiện những kẻ săn mồi phục kích chẳng hạn như cá chó.